# El Bosque (Chiapas)
El Bosque es una localidad del estado mexicano de Chiapas, cabecera del municipio homónimo. 

## Geografía
La localidad está ubicada en la posición 16°45′47″N 93°5′23″O / 16.76306, -93.08972, a una altitud de 1078 m s. n. m.
Según la clasificación climática de Köppen, el clima corresponde al tipo Aw-tropical de sabana.

## Demografía
Cuenta con 5833 habitantes lo que representa un incremento promedio de 1.3% anual en el período 2010-2020 sobre la base de los 5155 habitantes registrados en el censo anterior. Ocupa una superficie de  0.9073 km², lo que determina al año 2020 una densidad de 6429 hab/km².
| Gráfica de evolución demográfica de El Bosque entre 2000 y 2020   |
|                                                                   |
| Fuente: Instituto Nacional de Estadística Geografía e Informática |

La población de El Bosque está mayoritariamente alfabetizada (17.81% de personas analfabetas al año 2020) con un grado de escolarización en torno de los 6 años. El 91.39% de la población es indígena.

## Fiestas y tradiciones
Por su carácter de cabecera municipal, la localidad es el centro de festividades religiosas realizadas anualmente. Las más importantes son las de San Sebastián, Señor de Tila, San Pedro, San Antonio, San Juan y la Virgen del Rosario.